# Cú muỗi mỏ quặp Niu Ghi-nê
Podargus papuensis (Cú muỗi mỏ quặp Niu Ghi-nê) là một loài chim trong họ Cú muỗi mỏ quặp Podargidae.

## Phân loài
Loài này đã được mô tả bởi các nhà động vật học Jean Quoy René và tự nhiên học Joseph Paul Gaimard năm 1830. Có ba phân loài: 
- P. p. papuensis
- P. p. baileyi
- P. p. rogersi.

## Mô tả
Podargus papuensis là loài cú muỗi lớn nhất nếu tính theo độ dài. Trung bình, những con chim này có chiều dài khoảng 50–60 cm và cân nặng khoảng 300-570 g, với chiều dài trung bình là 53 cm và cân nặng 380 gram. Một loài cú muỗi khác, Podargus strigoides, có chiều dài nhỏ hơn, nhưng thường có trọng lượng nặng hơn. Podargus papuensis có mỏ phình to, mắt đỏ, lông mày bạc, đuôi dài và cánh sẫm. Con đực lớn hơn một chút, và sẫm màu hơn.
P. p. baileyi nhỏ hơn, và có màu sẫm hơn. P. p. rogersi lớn hơn và nhạt màu hơn.

## Phân bố và môi trường sống
Chúng được tìm thấy ở Úc, Indonesia, Papua New Guinea, trong eo biển Torres và trên các đảo khác.
Môi trường sống tự nhiên của loài này là rừng nhiệt đới hay cận nhiệt đới ẩm, thấp.

## Sinh sản
Sinh sản diễn ra từ tháng tám đến tháng một. Một hoặc hai trứng màu trắng.

## Thức ăn
Podargus papuensis là loài ăn đêm. Chúng săn côn trùng lớn cùng với thằn lằn, ếch nhái và các loài gặm nhấm nhỏ trên mặt đất từ lúc hoàng hôn.